# Marcelo Neves
Marcelo da Costa Pinto Neves ou simplesmente Marcelo Neves (Recife, PE, 16 de agosto de 1957) é um advogado, jurista e professor universitário brasileiro com notoriedade por seus estudos sobre direito constitucional ao criar o conceito de constituição simbólica e de transconstitucionalismo, sendo citado por autores como o jurista português Gomes Canotilho, o filósofo alemão Jürgen Habermas e o sociólogo alemão Niklas Luhmann.
Foi procurador municipal da Prefeitura Municipal de Recife e Membro do Conselho Nacional de Justiça (2009-2011), por indicação do Senado Federal.
Autor de obras voltadas ao direito constitucional, ciência política e sociologia jurídica, ele é professor de direito público na Universidade de Brasília (UnB), tendo tido passagens pela USP, pela UFPE, entre outras, e por universidades da Suíça, da Alemanha e da África do Sul.

## Biografia

### Início da trajetória acadêmica
Filho de José Cavalcanti Neves, ex-presidente nacional da OAB (1971-1974) e que também presidiu a OAB/PE por dezoito anos, Marcelo Neves nasceu em 1957 na cidade de Recife, no seio de uma família de doze irmãos, todos envolvidos com a política ou a advocacia em Pernambuco. Seu irmão, Jorge Neves, também foi Presidente da OAB/PE.
Em 1980, Neves se graduou em Direito na Faculdade de Direito do Recife da Universidade Federal de Pernambuco (UFPE), vindo a ser aprovado por concurso público no cargo de procurador do município do Recife em 1981. Dois anos depois, Marcelo Neves foi aprovado também por concurso público no cargo de professor auxiliar da disciplina de Teoria Geral do Estado na Faculdade de Direito do Recife da UFPE, quando contava com vinte e seis anos de idade. Foi aprovado em 1º lugar por decisão dos examinadores Tércio Sampaio Ferraz Jr. (USP), José Afonso da Silva (USP), Sílvio de Macedo (UFAL), Sylvio Loreto (UFPE) e Gláucio Veiga (UFPE).
Em 1986, ele concluiu o mestrado em direito na mesma instituição sob a orientação de Lourival Vilanova, aos 29 anos de idade. Sua dissertação foi publicada dois anos depois, sob o título “Teoria da Inconstitucionalidade das Leis” pela editora Saraiva, tendo o prefácio de Raymundo Faoro.

### Internacionalização da carreira acadêmica
No final da década de 1980, por meio de bolsa do DAAD, Marcelo Neves iniciou o seu doutoramento em direito na Alemanha, inicialmente na Universidade de Frankfurt am Main em 1987, mas após ter conflitos com seu orientador inicial, o jurista Wolf Paul, ele acabou se mudando para a Universidade de Bremen, onde concluiu o seu doutorado sob a orientação de Karl-Heinz Ladeur, contando com a co-orientação do sociólogo Niklas Luhmann. A tese defendida e aprovada recebeu o título de "Verfassung und Positivität des Rechts in der peripheren Moderne: Eine theoretische Betrachtung und eine Interpretation des Falls Brasilien" (em português: "Constituição e Direito na modernidade periférica: uma abordagem teórica e uma interpretação do caso brasileiro") e acabou sendo publicada originalmente em alemão pela editora Duncker & Humboldt, no ano de 1992.
Após atuar como pesquisador de pós-doutorado na Universidade de Frankfurt am Main e na London School of Economics durante a década de 1990, no ano de 2000, ele obteve a livre-docência (habilitation) perante a Universidade de Friburgo (Suíça), após defender a tese de livre-docência "Zwischen Themis und Leviathan: Eine Schwierige Beziehung - Eine Rekonstruktion des demokratischen Rechtsstaats in Auseinandersetzung mit Luhmann und Habermas" (em português: “Entre Têmis e Leviatã, uma relação difícil: o Estado Democrático de Direito a partir e além de Luhmann e Habermas”), a qual veio a ser publicada como livro pela editora alemã Nomos.
Entre os diversos cargos acadêmicos que ocupou, destacam-se o de Professor catedrático interino do Departamento de Ciências Sociais da Universidade de Frankfurt am Main, entre 2001 a 2002 e de professor visitante na Universidade de Flensburg, entre 2002 a 2003.

### Retorno ao Brasil
Depois de ter pedido exoneração da UFPE e de ter realizado pesquisas na Europa, Marcelo Neves foi admitido como professor do curso de direito da FGV em São Paulo, que foi criado em 2004/2005. Porém, o diretor da instituição o demitiu, alegando razões administrativas. A demissão recebeu ampla repercussão, com manifestação de diversos juristas nacionais e internacionais como Jurgen Habermas em favor de Marcelo Neves. Entre 2004 e 2009, também atuou como professor da Pós-graduação do IDP-DF, a convite de Gilmar Mendes. Depois de breve passagem pela PUC-SP (2007-2011), Marcelo foi professor associado da Faculdade de Direito da Universidade de São Paulo (USP) entre 2008 a 2011, mas também pediu exoneração. 
Em 2011, foi aprovado em concurso para Professor Titular da Universidade de Brasília, razão que o fez pedir exoneração da USP.
Marcelo Neves foi também Visiting Fellow no Instituto Max Planck, situado em Heidelberg (Alemanha), Senior Research Scholar na Faculdade de Direito de Yale (Estados Unidos da América) durante a década de 2010, além de ser ter exercido as atividades de Resident Fellow do Stellenbosch Institute for Advanced Study, na África do Sul em 2019 e de Visiting Scholar na Universidade de Bielefeld, entre 2020 a 2021.
No âmbito político, ele desempenhou o mandato de conselheiro do Conselho Nacional de Justiça (CNJ) entre 2009 a 2011, tendo sido indicado pelo Senado Federal para ocupar a vaga destinada aos cidadãos.

### Eleições 2018
Após ter participado amplamente da mobilização dos juristas contra o impeachment da Presidente Dilma Rousseff em 2016, Marcelo Neves foi candidato a Senador da República pelo Distrito Federal nas eleições de 2018, com filiação ao Partido dos Trabalhadores.
No entanto, Marcelo Neves ficou na 12ª posição, com um total de 2,80% dos votos, sendo esse o pior resultado do seu partido em uma eleição majoritária do Distrito Federal.

## Pensamento

### Constituição simbólica
Marcelo Neves desenvolve pesquisas sobre a linguagem jurídica da constituição enfocando a análise semiótica do discurso jurídico aplicado ao texto da Constituição Federal de 1988, na qual ele realiza uma análise narratológica do discurso jurídico por meio de uma semiótica jurídica que levou ao desenvolvimento do conceito de constituição simbólica.
Nessa concepção, Neves compreende que há na constituição um elo entre o direito e a política, posicionamento semelhante ao de autores como Jürgen Habermas, Niklas Luhmann, Lenio Streck, Leonel Severo Rocha e Gilberto Bercovici, sendo que na especificidade de seu pensamento, este elo seria identificado na eficácia simbólica que se verificaria nas normas constitucionais.

### Transconstitucionalismo
Marcelo Neves é criador do conceito de transconstitucionalismo, tese que teve como base substancial o caso movido pela princesa Carolina do Mónaco que resultou na condenação da imprensa alemã pelo Tribunal Europeu dos Direitos Humanos a estar impedida de publicar quaisquer fotografias retratando Caroline em cenas de sua vida diária, conforme julgamento de 24 de junho de 2004. Esta decisão do tribunal europeu se fundamentou no fato de que a imprensa alemã não estaria respeitando o direito a uma vida privada.
Esse conceito surgiu para explicar os problemas jurídicos ocasionados pela redução dos limites territoriais, visto que seria necessário efetuar “a constante adequação recíproca e o diálogo", ao invés de tentar impor uma ordem jurídica sobre outro ordenamento. Além do caso da princesa Caroline, Neves estou outros 97 casos em que há problemas semelhantes aos enfrentados no caso Caroline do Mónaco para identificar o que denomina de transconstitucionalismo.
De acordo com o próprio Marcelo Neves em entrevista dada ao site CONJUR em 2009, o conceito de transconstitucionalismo pode ser resumido nas seguintes palavras:

 Em poucas palavras, o transconstitucionalismo é o entrelaçamento de ordens jurídicas diversas, tanto estatais como transnacionais, internacionais e supranacionais, em torno dos mesmos problemas de natureza constitucional. Ou seja, problemas de direitos fundamentais e limitação de poder que são discutidos ao mesmo tempo por tribunais de ordens diversas. Por exemplo, o comércio de pneus usados, que envolve questões ambientais e de liberdade econômica. Essas questões são discutidas ao mesmo tempo pela Organização Mundial do Comércio, pelo Mercosul e pelo Supremo Tribunal Federal no Brasil. O fato de a mesma questão de natureza constitucional ser enfrentada concomitantemente por diversas ordens leva ao que eu chamei de transconstitucionalismo.— Marcelo Neves

## Obras
- NEVES, Marcelo. Symbolic Constitutionalization. 1. ed. Oxford: Oxford University Press, 2022. v. 1. 192p.
- NEVES, Marcelo. A cidadania inexistente, Textos escolhidos de Marcelo Neves. 1. ed. São Paulo: WMF Martins Fontes, 2022. v. 1. 272p.[2]
- NEVES, MARCELO. Constitutionalism and the Paradox of Principles and Rules. 1. ed. Oxford University Press, 2021. 224p.
- NEVES, Marcelo. Entre Hidra e Hércules: Princípios e Regras Constitucionais. 3. ed. São Paulo: Wmf Martins Fontes, 2019. v. 1. 272p.
- NEVES, Marcelo. A Constitucionalização Simbólica. 3. ed. São Paulo: WMF Martins Fontes, 2019. v. 1. 288p.
- NEVES, Marcelo. Constituição e Direito na modernidade periférica: uma abordagem teórica e uma interpretação do caso brasileiro. 1. ed. São Paulo: WMF Martins Fontes, 2018. v. 1. 444p.[16]
- NEVES, Marcelo. La Constitucionalizacion Symbolica. 1. ed. Lima: Palestra, 2015. v. 1. 235p.
- NEVES, Marcelo. Entre Hidra e Hércules: princípios e regras constitucionais como diferença paradoxal do Sistema Jurídico. 2. ed. São Paulo: WMF Martins Fontes, 2014. 270p.
- NEVES, Marcelo. Entre Hidra e Hércules: princípios e regras constitucionais como diferença paradoxal do Sistema Jurídico. 1. ed. São Paulo: WMF MARTINS FONTES, 2013. 270p.[17]
- NEVES, Marcelo. Transconstitutionalism. 1. ed. Oxford: Hart, 2013. v. 1. 224p.
- NEVES, Marcelo. Entre Têmis e Leviatã? Uma Relação Difícil. 3. ed. Sao Paulo: WMF MARTINS FONTES, 2012. v. 1. 376p.
- NEVES, Marcelo. A Constitucionalização Simbólica. 1. ed. rev. São Paulo: WMF Martins Fontes LTDA, 2011. v. 1. 263p.
- NEVES, Marcelo. Transnacionalidade do direito: novas perspectivas dos conflitos entre ordens jurídicas. 1. ed. São Paulo: Quartier Latin, 2010. v. 1. 462p.
- NEVES, Marcelo. Transconstitucionalismo. 1. ed. São Paulo: WMF Martins Fontes, 2009. v. 1. 388p.
- NEVES, Marcelo. A Constitucionalização Simbólica. 3. ed. São Paulo: Martins Fontes, 2007. 263p.
- NEVES, Marcelo. Entre Têmis e Leviatã: Uma Relação Difícil: O Estado Democrático de Direito a partir e além de Luhmann e Habermas. 1. ed. São Paulo: Martins Fontes, 2006. 374p .
- NEVES, Marcelo. Costituzionlizzazione simbolica e decostituzionalizzazione di fatto. 1. ed. Cavallino: Pensa Editore, 2004. v. 01. 56p.
- NEVES, Marcelo. Zwischen Themis und Leviathan: Eine Schwierige Beziehung - Eine Rekonstruktion des demokratischen Rechtsstaats in Auseinandersetzung mit Luhmann und Habermas. Baden-Baden: Nomos, 2000. 249p.
- NEVES, Marcelo. Grenzen der demokratischen Rechtsstaatlichkeit und des Föderalismus in Brasilien. Fribourg: Institute of Federelism / Basel: Helbing & Lichtenhan, 2000. 97p. (Tradução para o português: "Limites do Federalismo e do Estado Democrático de Direito no Brasil")
- NEVES, Marcelo. Symbolische Konstitutionalisierung. 1. ed. Berlin: Duncker & Humblot, 1998. 208p.
- NEVES, Marcelo. A Constitucionalização Simbólica. 1. ed. São Paulo: Acadêmica, 1994. 191p.
- NEVES, Marcelo. Verfassung und Positivität des Rechts in der peripheren Moderne: Eine theoretische Betrachtung und eine Interpretation des Falls Brasilien. Berlin: Duncker & Humblot, 1992. 252p.
- NEVES, Marcelo. Teoria da Inconstitucionalidade das Leis. São Paulo: Saraiva, 1988. 178p.
- NEVES, Marcelo. Da Formação dos Contratos. Recife: Universidade Federal de Pernambuco, 1980. 107p.

## Prêmios
Em 2019, Marcelo Neves ganhou o prêmio anual de pesquisa da Fundação Alexander von Humboldt, um dos principais reconhecimentos para cientistas que a comunidade acadêmica alemã confere para um pesquisador. A indicação foi feita por dois amigos alemães de Marcelo Neves: Alfons Bora, da Universidade de Bielefeld; e Thomas Duve, do Instituto Max Planck de História do Direito Europeu.